# Mogera etigo
Mogera etigo är ett däggdjur i familjen mullvadsdjur som förekommer i Japan. Populationen listas ibland som underart till Mogera tokudae men på grund av en avvikande karyotyp godkänns den oftast som art.
Arten har i genomsnitt en kroppslängd (huvud och bål) av 160 mm och några exemplar kan bli 172 mm långa. Den genomsnittliga svanslängden är 26 mm och bakfötterna är omkring 27 mm långa. Svansen är ganska tjock. Jämförd med Mogera tokudae är den andra premolaren i över- och underkäken kortare. Pälsen har på ovansidan en mörk gråbrun färg. Undersidans hår är kortare och lite ljusare. Bakom nosens spets som är helt naken förekommer på ovansidan en yta med glest fördelade hår. Denna yta är större än samma yta hos Mogera tokudae. Artens tandformel är I 3/2, C 1/1, P 4/4, M 3/3, alltså 42 tänder i hela tanduppsättningen. Honor har 10 spenar.
Utbredningsområdet ligger på ön Honshu i Niigata prefektur. Arten lever i låglandet upp till 30 meter över havet men den undviker sandig mark nära kusten. Växtligheten i regionen är varierande.
Användning av bekämpningsmedel och av stora jordbruksmaskiner hotar beståndet. Dessutom finns med Mogera imaizumii en konkurrent i samma region. Utbredningsområdet är enligt uppskattning inte större än 1000 km². IUCN listar arten som starkt hotad (EN).